# Nickel(I) sulfide
Nickel(I) sulfide là một hợp chất vô cơ nhị phân của kim loại nickel và lưu huỳnh có công thức hóa học Ni2S – tinh thể màu vàng, không tan trong nước.

## Điều chế
Khử nickel(II) sulfide bằng hydro ở nhiệt độ cao sẽ thu được nickel(I) sulfide.
{\displaystyle {\mathsf {NiS+H_{2}\ \xrightarrow {T} \ Ni_{2}S+H_{2}S}}}

## Tính chất vật lý
Nickel(I) sulfide tạo thành tinh thể màu vàng, không tan trong nước.